# Equals
Equals is een Amerikaanse sciencefictionfilm uit 2015 onder regie van Drake Doremus. De film ging in première op 5 september op het 72ste Filmfestival van Venetië.

## Verhaal
In een futuristisch dystopische toekomst leven de mensen samen in een collectief (the Collective), waar de bewoners gekweekt zijn om vredelievend en emotieloos met elkaar om te gaan en de equals (gelijken) worden genoemd. Het leven is er perfect want er is geen armoede, misdaad, of hebzucht. Een vrouw, Nia en een man, Silas ontdekken dat ze gevoelens voor elkaar hebben die ze niet meteen kunnen plaatsen. Dit zou te wijten zijn aan een nieuwe ziekte die tot nu toe onbekende gevoelens activeert zoals depressie, gevoeligheid, angst en liefde. Hun enige kans om te overleven is samen op de vlucht te slaan.

## Rolverdeling
| Acteur            | Personage |
| ----------------- | --------- |
| Nicholas Hoult    | Silas     |
| Kristen Stewart   | Nia       |
| Guy Pearce        | Jonas     |
| Jacki Weaver      | Bess      |
| Toby Huss         | George    |
| David Selby       | Leonard   |
| Kate Lyn Sheil    | Kate      |
| Rebecca Hazlewood | Zoe       |
| Bel Powley        | Rachel    |
| Scott Lawrence    | Mark      |